# Akustisk guitar
En akustisk guitar er en guitar som den, der ses til højre. Akustiske guitarer er sammen med elektriske guitarer vel nok de mest udbredte og velkendte guitartyper. Der er en markant forskel på, hvordan disse to typer guitarer virker.

## Konstruktion
En akustisk guitar består af et resonanskammer, hvilket egentligt er et stort hulrum i guitaren. Dette udgør kroppen på guitaren. Op langs kroppen sidder en hals, der kaldes for gribebrættet. I enden af gribebrættet sidder seks stemmeskruer, der bruges til at stemme guitarens strenge. Det har meget at sige, hvilken træsort guitaren består af, samt hvilken form den har. Ahorn er blandt de bedste træsorter, når man tænker på lydkvaliteten. 
Akustiske guitarer falder i to grupper: Guitarer med stål-strenge, som har en tyndere hals, kaldet westernguitar og guitarer med nylon-strenge, også kaldet klassiske guitarer, de anvendes mest til klassisk guitar, flamenco og latinamerikanske genrer som bossa nova og mariachi.

## Toner & Lyd
Det tidligere omtalte resonanskammer bruges til at forstærke lyden ved anslag af en streng. Uden resonanskammeret ville der kun komme en meget svag og kedelig lyd frem. En tone er bestemt ud fra den svingning strengen har, og svingningen bestemmes ud fra, hvordan strengen er stemt (hvor opstrammet den er), og i hvilket bånd på guitaren man placerer fingeren. Normalt stemmes en guitar i tonerne (fra dyb mod høj) E-A-D-G-H-E. Der findes dog en lang række andre varianter, som fx Drop D, der også er en meget populær måde at stemme guitaren på.